# Corcelles-Ferrières
Corcelles-Ferrières ist eine französische Gemeinde mit 214 Einwohnern (Stand: 1. Januar 2022) im Département Doubs in der Region Bourgogne-Franche-Comté.

## Geographie
Corcelles-Ferrières liegt auf einer Höhe von 220 m über dem Meeresspiegel, etwa 16 Kilometer westlich der Stadt Besançon (Luftlinie). Das Dorf erstreckt sich in der leicht gewellten Landschaft zwischen den Flussläufen von Doubs im Süden und Ognon im Norden, in der Talmulde des Ruisseau de Recologne.
Die Fläche des 2,25 km² großen Gemeindegebiets umfasst einen Abschnitt südlich des Ognon. Das Gebiet ist leicht gewellt und überwiegend von Acker- und Wiesland bestanden, daneben gibt es auch einige Waldflächen. Von Südwesten nach Nordosten wird es von der Talung des Ruisseau de Recologne (auch Ruisseau du Breuil) durchquert, der oberhalb des Dorfes durch den Ruisseau de Lantenne von links Zufluss erhält und für die Entwässerung zum Ognon sorgt. Die Talmulden werden von Anhöhen flankiert, welche die Talaue meist nicht mehr als 50 Meter überragen. Mit 270 m wird auf der Anhöhe südwestlich des Dorfes die höchste Erhebung von Corcelles-Ferrières erreicht.
Nachbargemeinden von Corcelles-Ferrières sind Lavernay im Norden, Corcondray im Osten, Ferrières-les-Bois im Süden sowie Lantenne-Vertière im Westen.

## Geschichte
Den Ursprung von Corcelles-Ferrières bildet die im 12. Jahrhundert gegründete Zisterzienserinnenabtei Corcelles, um die sich allmählich eine Siedlung entwickelte. Die Dorfherrschaft oblag dem Kloster, doch hatten auch die Herren von Corcondray Rechte über Corcelles. Im Krieg Heinrichs IV. gegen die Spanier wurde das Kloster 1595 besetzt und das Dorf geplündert und in Brand gesteckt. Die Klostergüter gingen in der Folge an Adelsfamilien der Region und 1790 in Staatsbesitz über. Zusammen mit der Franche-Comté gelangte Corcelles-Ferrières mit dem Frieden von Nimwegen 1678 definitiv an Frankreich. Heute ist Corcelles-Ferrières Mitglied des Gemeindeverbandes Val Marnaysien.

## Sehenswürdigkeiten
Die Dorfkirche von Corcelles-Ferrières geht ursprünglich auf die ehemalige Klosterkirche aus dem 12. Jahrhundert zurück, wurde seither jedoch mehrfach restauriert und verändert. Teile der Konventsgebäude sind ebenfalls erhalten. Aus dem 18. Jahrhundert stammt das Lavoir. Der alte Ortskern ist geprägt durch verschiedene Häuser aus dem 17. bis 19. Jahrhundert im charakteristischen Stil der Franche-Comté.
|  |  |

## Bevölkerung
| Jahr                       | 1962 | 1968 | 1975 | 1982 | 1990 | 1999 | 2005 | 2016 |
| Einwohner                  | 52   | 45   | 56   | 134  | 156  | 173  | 187  | 199  |
| Quellen: Cassini und INSEE |      |      |      |      |      |      |      |      |

Mit 214 Einwohnern (Stand 1. Januar 2022) gehört Corcelles-Ferrières zu den kleinen Gemeinden des Départements Doubs. Nachdem die Einwohnerzahl in der ersten Hälfte des 20. Jahrhunderts deutlich abgenommen hatte (1906 wurden noch 96 Personen gezählt), wurde seit Mitte der 1970er Jahre wieder ein kräftiges Bevölkerungswachstum verzeichnet. Seither hat sich die Einwohnerzahl verdreifacht.

## Wirtschaft und Infrastruktur
Corcelles-Ferrières war bis weit ins 20. Jahrhundert hinein ein vorwiegend durch die Landwirtschaft (Ackerbau, Obstbau und Viehzucht) geprägtes Dorf. Daneben gibt es heute einige Betriebe des lokalen Kleingewerbes. Mittlerweile hat sich das Dorf auch zu einer Wohngemeinde gewandelt. Viele Erwerbstätige sind Wegpendler, die in der Agglomeration Besançon ihrer Arbeit nachgehen.
Die Ortschaft liegt abseits der größeren Durchgangsachsen an einer Departementsstraße, die von Saint-Vit nach Recologne führt. Der nächste Anschluss an die Autobahn A36 befindet sich in einer Entfernung von ungefähr zehn Kilometern. Weitere Straßenverbindungen bestehen mit Lantenne-Vertière und Corcondray.